# آرام شاهگلدیان
آرام هوهانسی شاهگلدیان (ارمنی: Արամ Հովհաննեսի Շահգելդյան؛ زادهٔ ۴ ژانویهٔ ۱۸۹۷ - درگذشته ۱۹۴۸) یک سیاستمدار اهل ارمنستان که از تاریخ ۱۳ اکتبر ۱۹۲۳ تا تاریخ ۱۲ اوت ۱۹۲۴ سمت شهردار ایروان را برعهده داشت.

## زندگی‌نامه
در ۱۶ ژانویه [سبک قدیمی: ۴ ژانویه] ۱۸۹۷ در آستاپات به دنیا آمد و از مدرسه نرسیسیان و دانشکده علوم الهی گئورگیان فارغ‌التحصیل شد.  وی در ۱۹۴۸ در سن ۵۱ سالگی درگذشت.